# Liste der Kulturgüter in Wil SG
Die Liste der Kulturgüter in Wil SG enthält alle Objekte in der Gemeinde Wil im Kanton St. Gallen, die gemäss der Haager Konvention zum Schutz von Kulturgut bei bewaffneten Konflikten, dem Bundesgesetz vom 20. Juni 2014 über den Schutz der Kulturgüter bei bewaffneten Konflikten sowie der Verordnung vom 29. Oktober 2014 über den Schutz der Kulturgüter bei bewaffneten Konflikten unter Schutz stehen.
Objekte der Kategorien A und B sind vollständig in der Liste enthalten, Objekte der Kategorie C fehlen zurzeit (Stand: 1. Januar 2023).

## Kulturgüter
| Foto | | Objekt                                                                            | Kat. | Typ | Standort                                      | Beschreibung |
| ---- | --- | --------------------------------------------------------------------------------- | ---- | --- | --------------------------------------------- | ------------ |
| ja   | Datei hochladen · Wikidata zu Wallfahrtskirche Maria-Hilf Dreibrunnen (Q29524111)                            | Wallfahrtskirche Maria Dreibrunnen KGS-Nr.: 08106                                 | A    | G   | Bronschhofen, Kapellstrasse 1 719580 / 259072 |              |
| ja   | Datei hochladen · Wikidata zu Baronenhaus (Q29524093)                                                        | Baronenhaus KGS-Nr.: 08413                                                        | A    | G   | Marktgasse 73 721479 / 258636                 |              |
| ja   | Datei hochladen · Wikidata zu Hof (Q29524102)                                                                | Hof zu Wil KGS-Nr.: 08414                                                         | A    | G   | Marktgasse 88, 90 721485 / 258680             |              |
| ja   | Datei hochladen · Wikidata zu Herrensitz Rudenzburg (1774) (Q29786998)                                       | Herrensitz Rudenzburg KGS-Nr.: 08417                                              | A    | G   | Toggenburgerstrasse 35, 37 721352 / 258264    |              |
| BW   | Datei hochladen · Wikidata zu Mittelalterlich-neuzeitliche Kleinstadt Wil (Q135674824)                       | Wil, mittelalterlich-neuzeitliche Kleinstadt KGS-Nr.: 01152                       | B    | F   | 721426 / 258575                               |              |
| ja   | Datei hochladen · Wikidata zu Dominikanerinnenkloster St. Katharina (Q29786994)                              | Dominikanerinnenkloster St. Katharina KGS-Nr.: 08415                              | B    | G/S | Klosterweg 7 721530 / 258410                  |              |
| ja   | Datei hochladen · Wikidata zu Gerichtshaus (1607) (Q29786997)                                                | Gerichtshaus KGS-Nr.: 08416                                                       | B    | G   | Marktgasse 86 721480 / 258680                 |              |
| ja   | Datei hochladen · Wikidata zu Katholische Kirche St. Nikolaus (Q29787002)                                    | Katholische Kirche St. Nikolaus KGS-Nr.: 08418                                    | B    | G   | Kirchgasse 21 721440 / 258540                 |              |
| ja   | Datei hochladen · Wikidata zu Katholische Kirche St. Peter mit Liebfrauenkapelle (Q29787003)                 | Katholische Kirche St. Peter mit Liebfrauenkapelle KGS-Nr.: 08419                 | B    | G   | St. Peterstrasse 6 721050 / 258170            |              |
| ja   | Datei hochladen · Wikidata zu Kapuzinerkloster (Q29787000)                                                   | Kapuzinerkloster KGS-Nr.: 08420                                                   | B    | G   | Konstanzerstrasse 45 721850 / 258750          |              |
| ja   | Datei hochladen · Wikidata zu Altes Schützenhaus (Q29786993)                                                 | Altes Schützenhaus KGS-Nr.: 08421                                                 | B    | G   | Weierstrasse 9 721294 / 258564                |              |
| BW   | Datei hochladen · Wikidata zu Stadtarchiv Wil (Q27489827)                                                    | Stadtarchiv Wil KGS-Nr.: 08877                                                    | B    | S   | Marktgasse 73 721475 / 258639                 |              |
| BW   | Datei hochladen · Wikidata zu Dominikanerinnenkloster St. Katharina, Bibliothek (Q27489824)                  | Dominikanerinnenkloster St. Katharina, Bibliothek und Archiv KGS-Nr.: 09341       | B    | S   | Klosterweg 7 721501 / 258366                  |              |
| ja   | Datei hochladen · Wikidata zu Schnetztor (Q29787007)                                                         | Schnetztor KGS-Nr.: 10155                                                         | B    | G   | Marktgasse 90 721505 / 258662                 |              |
| BW   | Datei hochladen · Wikidata zu Stadtmuseum Wil (Q27489831)                                                    | Stadtmuseum Wil KGS-Nr.: 10642                                                    | B    | S   | Marktgasse 88 721492 / 258679                 |              |
| ja   | Datei hochladen · Wikidata zu Psychiatrische Klinik (Hauptgebäude, altes Leichenhaus, Pavillons) (Q29787004) | Psychiatrische Klinik (Hauptgebäude, altes Leichenhaus, Pavillons) KGS-Nr.: 14097 | B    | G   | Zürcherstrasse 30 720470 / 258451             |              |
| ja   | Datei hochladen · Wikidata zu Ehemalige Traktorenfabrik Hürlimann (Q29786995)                                | Ehemalige Traktorenfabrik Hürlimann KGS-Nr.: 14098                                | B    | G   | Churfirstenstrasse 54 721203 / 257392         |              |